# حلمي ضياء أولكين
حلمي ضياء أولكين (1901-1974) كان باحثًا وكاتبًا تركيًا كان له دور مؤثر في تطوير وجهات النظر الاجتماعية والفلسفية في تركيا. بالإضافة إلى عمله العلمي، أنتج أعمالًا أدبية، بما في ذلك القصائد.

## الحياة المبكرة والتعليم
وُلِد حلمي ضياء في القسطنطينية في 3 تشرين الأول 1901. كان والده، محمد ضياء بك، عضوًا في هيئة التدريس في دار العلوم، السلف لجامعة إسطنبول، حيث درّس الكيمياء وشغل منصب عميد كلية طب الأسنان والصيدلة. كانت والدته، مشفقة هانم، جزءًا من عائلة من قازانية، وكان والدها، كريم حضرت، شخصية دينية استقرت في القسطنطينية في خمسينيات القرن التاسع عشر عندما دعاه السلطان العثماني عبد العزيز أثناء حرب القرم.
في عام 1918 تخرج حلمي ضياء من مدرسة إسطنبول الثانوية وتلقى تعليمه في مدرسة دار الفكر للعلوم السياسية حيث حصل على شهادة في عام 1921.

## الحياة الشخصية والوفاة
تزوج حلمي ضياء عام 1924. كانت زوجته هاتيس أولكين، وكان لديهما ابنة.
توفي أولكن في إسطنبول في 5 يونيو 1974 ودُفن في مقبرة آشيان بإسطنبول.

## روابط خارجية
- سجل WorldCat